# Lavre
Lavre é uma povoação portuguesa do município de Montemor-o-Novo, no distrito de Évora, na antiga província do Alto Alentejo, que foi sede da extinta Freguesia de Lavre, freguesia que tinha 116,40 km² de área e 740 habitantes (2011), e, por isso, uma densidade populacional de 6,4 hab./km².
A Freguesia de Lavre foi extinta (agregada) pela reorganização administrativa de 2012/2013, tendo o seu território sido agregado ao da Freguesia de Cortiçadas de Lavre para criar a União de Freguesias de Cortiçadas de Lavre e Lavre.
Foi vila e sede de concelho entre 1304 e 1834. Este era constituído pelas freguesias de Lavre e São Lourenço e tinha, em 1801, 1131 habitantes.

## População
| População da freguesia de Lavre | População da freguesia de Lavre | População da freguesia de Lavre | População da freguesia de Lavre | População da freguesia de Lavre | População da freguesia de Lavre | População da freguesia de Lavre | População da freguesia de Lavre | População da freguesia de Lavre | População da freguesia de Lavre | População da freguesia de Lavre | População da freguesia de Lavre | População da freguesia de Lavre | População da freguesia de Lavre | População da freguesia de Lavre |
| ------------------------------- | ------------------------------- | ------------------------------- | ------------------------------- | ------------------------------- | ------------------------------- | ------------------------------- | ------------------------------- | ------------------------------- | ------------------------------- | ------------------------------- | ------------------------------- | ------------------------------- | ------------------------------- | ------------------------------- |
| 1864                            | 1878                            | 1890                            | 1900                            | 1911                            | 1920                            | 1930                            | 1940                            | 1950                            | 1960                            | 1970                            | 1981                            | 1991                            | 2001                            | 2011                            |
| 1224                            | 1249                            | 1540                            | 1896                            | 2469                            | 3081                            | 3720                            | 4393                            | 5156                            | 4949                            | 3791                            | 3571                            | 919                             | 887                             | 740                             |

Com lugares desta freguesia foi criada, pela Lei nº 63/88, de 23 de Maio, a freguesia de Cortiçadas

## História
A região de Lavre é ocupada desde os primórdios da humanidade. No território que envolve a vila têm-se registado numerosos achados arqueológicos de diversos períodos; Paleolítico Inferior (atestado por artefactos líticos no leito e margens da ribeira de Lavre), Calcolítico, et aI., cujo levantamento e estudo sistemáticos urge encetar.
Na margem esquerda da ribeira de Lavre, junto à localidade, detectaram-se recentemente vestígios romanos que poderão apontar para a existência de uma villa no local. Apesar da tradição popular e literária aludir à existência de uma povoação muçulmana, denominada Lavar ou Lavay, onde hoje se ergue a vila de Lavre, faltam-nos dados concludentes que o comprovem. A mais antiga referência conhecida ao topónimo Lavar data de 1186. Na doação do Castelo de Palmela à Ordem de Santiago diz-se que os seus domínios chegavam «à foz de Lavar». Embora essa primeira alusão se refira à ribeira de Lavre e não propriamente à povoação homónima, pode inferir-se a existência da povoação já naquela data, dado o costume ancestral de designar os cursos de água com o mesmo nome da principal localidade por onde passam.
Em 1203, data da atribuição do primeiro foral a Montemor-o-Novo, as terras de Lavar surgem incluídas no termo daquela vila. Outras referências surgem em documentos do século XIII: as cimalias de Lavar extremavam em 1217 a herdade do bispo D. Soeiro. D. Afonso II doou uma herdade em Lavar ao seu falcoeiro Mendo Gomes, em 1220. O prior da igreja de São Pedro, de Coruche vendeu aos religiosos de Avis uma herdade em Lavar.
Numa carta de doação ao rei D. Dinis da herdade pertencente à Ordem de Avis, surge a primeira alusão conhecida à fortificação de Lavar: tal herdade situava-se «a par da Torre de Lavar» (provavelmente pertencente ao Castelo de Lavar a que aludiremos adiante), ainda existente no princípio do século XIII e provavelmente destruída pelo terramoto de 1755 e demolida em sua consequência.
Pelo foral de D. Dinis, de 13 de fevereiro de 1304 constitui-se o concelho de Lavre, através da desanexação de terras do termo de Montemor. Nesse diploma, para além da habitual enumeração de deveres e privilégios dos moradores, procedeu-se a uma primeira delimitação territorial do novo concelho.
Lavre e o seu concelho terão permanecido na posse da Coroa até 1430, ano em que D. João I, porventura querendo reanimar o povoamento da região, fez doação do castelo de Lavar ao alemão Lambert depois Lamberto de Horques, nomeando-o Alcaide-Mor da fortaleza, ao mesmo tempo que lhe atribuía a tutela de um vasto território que ultrapassava em muito os limites tradicionais do concelho, prolongando-se por terras hoje pertencentes aos concelhos de Coruche e Arraiolos. Foi efémera a presença dos povoadores germânicos nestas paragens, já que, em 1437, o filho de Lamberto de Horques, João Lamberto, renunciou à Alcaidaria-Mor do Castelo de Lavre.
Inicia-se em 1483 a ligação histórica entre a família Mascarenhas, futuros Condes de Santa Cruz e Marqueses de Gouveia Representantes do Título de Condes de Portalegre, e a vila de Lavre. Nesse ano, fazendo jus à influência que detinha junto do rei D. João II, Fernão Martins Mascarenhas acrescentou aos cargos de Capitão de Ginetes, Alcaide-Mor do Castelo de Montemor-o-Novo e do Castelo de Alcácer do Sal e Comendador de Mértola, o Senhorio de Lavre. Os Condes de Santa Cruz mantiveram a Donataria de Lavre até 12 de Janeiro de 1759, data em que, por alegado envolvimento no atentado contra a pessoa do rei, D. José Mascarenhas da Silva e Lancastre, 8.º Duque de Aveiro, Representante de Marquês de Torres Novas, 5.º Marquês de Gouveia, Representante de Conde de Portalegre, 8.º Conde de Santa Cruz, 14.º Senhor de Lavre de juro e herdade, 14.º Senhor de Estepa de juro e herdade e 14.° Alcaide-Mor do Castelo de Montemor-o-Novo, é levado a julgamento, juntamente com os Távoras, os Atouguias e os Alornas, e executado no dia seguinte no patíbulo de Belém. A partir daquela data a Donataria de Lavre regressaria à Coroa.
Apesar de estar por fazer um levantamento sistemático da documentação histórica dos séculos XVI e XVII, relativa a Lavre e ao seu concelho, conhecem-se algumas referências que levam a concluir sobre um relativo crescimento da vila e seu termo até à primeira metade do século XVIII.
No Numeramento de 1527 a vila e seu termo teria aproximadamente 360 habitantes, dos quais 110 na sede. Das visitações ordenadas pelos cardeais-infantes D. Afonso e D. Henrique às igrejas de Lavre, respectivamente em 1534 e 1542, infere-se da existência de um assinalável património artístico-religioso nas duas paróquias do Concelho (Matriz da Vila e S. Lourenço no termo) já no século XVI.
Ainda no mesmo século e tirando partido das deslocações frequentes da corte entre o Alentejo e o Ribatejo e do comércio recoveiro que se fazia entre os portos do Tejo e Sorraia e o interior alentejano, terá sido construída a ponte sobre a ribeira de Lavre, cujas ruínas ainda hoje se observam a poucos quilómetros para sudeste da vila.
Nos séculos XVII e XVIII novos edifícios engrandeceram Lavre: as ermidas de Santo António, São Sebastião, São Pedro e São Miguel, a igreja e hospital da Misericórdia de Lavre, os Paços do Concelho e provavelmente a ermida de Santa Comba; de cuja estrutura nada resta à superfície. Em 1708, segundo o padre Carvalho da Costa, a vila tinha já cerca de 1000 habitantes, contando o seu termo cerca de 400. Ainda segundo aquele autor, a edificação mais vistosa da vila era a Torre do Relógio (quiçá a Torre de Lavar a que aludimos anteriormente), do cimo da qual se avistava Montemor.
Desta localidade eram originários os Lopes de Manuel Lopes, posteriormente denominados Lopes de Lavre, que, do século XVII ao século XVIII, detiveram o monopólio dos tabacos, com o que acumularam uma imensa fortuna e tiveram um Palácio em Lisboa, do lado esquerdo junto a onde actualmente se encontra o Elevador do Lavra, cujo nome é derivado de Lavre.
Foi basicamente aquela a povoação que o terramoto de 1755 destruiu. Seguindo a Memória Paroquial, escrita pelo padre Matias Vieira Leitão em 1758, atesta-se a destruição provocada por aquele sismo nas igrejas e noutros edifícios de Lavre. Assim, exceptuando pequenos danos na igreja da Santa Casa da Misericórdia e nas ermidas de São Sebastião e Santo António, quase todos os edifícios foram gravemente afectados.
A grande destruição provocada pelo terramoto de 1755, terá contribuído decisivamente para o início de um declínio acentuado nas décadas seguintes. Em 1801 viviam na freguesia-sede 940 habitantes e no termo 161, o que traduz uma redução populacional em relação ao século anterior.
A ruína da Ponte da Ribeira em 1804 deverá ter sido nefasta para as comunicações da vila com as outras terras do Alentejo, principalmente quando as invernias não permitiam passar a vau a ribeira.
A situação de isolamento da vila terá levado provavelmente os vereadores do Concelho a pedirem ajuda ao poder central, uma vez que em 1806 foi expedida uma provisão do Desembargo do Paço em que se ordenava o concerto da referida ponte, a expensas de uma derrama a lançar sobre a população. Contudo, devido ao estado de guerra em que o Reino se viu envolvida a partir de 1807, jamais se procedeu a tal reconstrução.
O concelho de Lavre tinha uma área territorial que não seria desprezível em termos Comparativos: se considerarmos que a superfície média dos concelhos do Pais seria no final do Antigo Regime de 100 km², e a média dos concelhos do Alentejo e Algarve de 300 km², a sua área territorial suposta deveria rondar os 280 km². Apesar disso, a concelho de Lavre enfrentou sempre grandes dificuldades de subsistência.
Exceptuando o vale de Simarros, onde a horticultura era possível, os o1ivais que rodeavam a vila e algumas vinhas, a produção agrícola era escassa. As principais fontes de rendimento do Concelho provinham das sobras dos impostos, das rendas de pequenas herdades concelhias (que por vezes ficavam por arrematar), das coimas e licenças passadas a artesãos e comerciantes.
O abastecimento de cereais constituiu um problema ancestral da povoação, a que se procurou responder, quer por via de posturas concelhias extremamente rígidas quanto à saída de cereais e farinhas para fora, quer pela imposição regular de termos de fiança a padeiras, maquilões e moleiros (alguns das quais exercendo a sua actividade fora dos limites do Concelho).
As dificuldades de auto-sustentação da edilidade local, a par do declínio notório da localidade no princípio do século XIX, condenaram o concelho à extinção. Desse modo, no âmbito da reorganização administrativa do país decretada por Passos Manuel, é ordenada a 6 de novembro de 1836 a extinção do concelho de Lavre e a sua integração no concelho de Montemor-o-Novo.
Apesar da extinção do concelho e da sua constituição numa Junta de Paróquia, a paróquia de São Lourenço continua anexada a Lavre, pelo menos até 1850, ano em que é anexada à de São Geraldo e em que é lavrado o seu último assento de nascimento. Por uma nota de 1866 a vila e freguesia de Lavre, juntamente com metade da de São Lourenço anexa, contava cerca de 1130 habitantes.
Na segunda metade do século XIX, acompanhando o crescente interesse dos grandes proprietários pela cortiça e pela suinicultura, e a procura crescente de lenha para abastecer a indústria e os caminhos-de-ferro, assiste-se à substituição de extensos matagais por montados de sobro e azinho nas herdades da zona. Data dessa época o crescimento de uma outra localidade dentro da freguesia: Cortiçadas de Lavre, hoje freguesia autónoma.
A extracção de cortiça, mais do que as culturas agrícolas tradicionais, ou a plantação de arroz tomaram-se a principal fonte de rendimento de várias famílias de proprietários. Entre estes destacam-se as famílias Frade e da Veiga, precursores na introdução de máquinas na agricultura, moagem e lagaragem da freguesia.
Entre as figuras principais de Lavre de finais do século XIX e da primeira metade do século XX, destacou-se mestre Simão Luís da Veiga, pintor da escola de José Malhoa, cavaleiro tauromáquico e proprietário da Herdade do Pedrógão. Figura ainda hoje muito recordada pelos lavrenses mais velhos, pelas suas qualidades humanas, placidez e simplicidade, relacionava-se com a família real, tendo a vila assistido por diversas vezes à passagem do rei D. Carlos I de Portugal e da rainha D. Amélia de Orleães na sua companhia, com destino ao Pedrógão. Em 1949 seria a vez de o rei Humberto II da Itália e da princesa Maria Pia de Sabóia visitarem os campos de Lavre e a Herdade do Pedrógão. Exaltando a natural aficción das gentes de Lavre, destacou-se ainda o seu filho Simão da Veiga Júnior, considerado, a par de João Branco Núncio, o melhor cavaleiro tauromáquico da segunda metade do século XX, também ele muito acarinhado pelos lavrenses, pela sua participação em benfeitorias na povoação.
O escritor português, nobel da literatura, José Saramago, residiu algum tempo nesta vila alentejana, no final dos anos 70. A experiência por que passou aquando da sua estadia, serviu-lhe de inspiração para o romance Levantado do Chão, publicado em 1980.

Texto da autoria de Rui Fontes Ferreira, disponibilizado em 1998 à junta de freguesia de Lavre.

## Lugares da Freguesia de Lavre
- Casal de São José
- Courelas de Caneira
- Courelas de Santa Comba
- Herdade do Carrascal
- Lavre
- Moinho da Ponte
- Moinho do Vale do Porco
- Monte Chapelar
- Monte da Caneira 1
- Monte da Caneira 2
- Monte da Cruz
- Monte da Ladeira de Cima
- Monte das Barrosas
- Monte das Várzeas
- Monte do Cantinho
- Monte do Carvalheiro
- Monte do Castanheiro
- Monte do Godial
- Monte do Pedrógão
- Monte do Ramal Pedrógão
- Monte dos Arneiros
- Monte dos Cimarros
- Monte Patamario de Cima
- Quinta da Courela da Mata
- Quinta da Courela de Guarita
- Sesmaria da Asneira
- Sesmaria da Cascata
- Sesmaria dos Cativos
- Sesmarias Novas
- Vale da Chama
- Vale da Pedreira
- Vale do Porco
- Vinha das Canas

## Património
- Igreja Matriz de Nossa Senhora da Assunção ou Igreja Matriz de Lavre
- Igreja da Misericórdia de Lavre
- Ermida de Santo António (Lavre)
- Ermida de São Sebastião (Lavre)

## Personalidades Ilustres
- Senhor de Lavre
- Simão Luís da Veiga Frade
- Simão Luís da Veiga
- Simão Luís da Veiga Júnior
- Luís Miguel Pimenta de Aguiar da Veiga
- Pedro Manuel Pimenta de Aguiar da Veiga